# Jaskinia Wierna
Jaskinia Wierna – najdłuższa jaskinia na Wyżynie Krakowsko-Częstochowskiej. Łączna długość jej korytarzy wynosi 1027 m.
Znajduje się w Ostrężniku w województwie śląskim – małej osadzie położonej niedaleko Żarek. Otwór wejściowy położony jest na prywatnej posesji i zabezpieczony metalowym włazem. Kontrolowane wejścia odbywają się kilka razy w roku. Opiekę nad jaskinią sprawuje Stowarzyszenie Na Rzecz Ochrony Podziemnych Zjawisk Krasowych Speleo Myszków.
Miejscowa ludność od dawna zwracała uwagę na wyraźny podmuch powietrza wydobywający się przy niskich temperaturach z ciasnej szczeliny w skałach. W 1976 roku problem ten zainteresował speleologów i rozpoczęto prace nad poszerzeniem szczeliny. Prace te ukończono 20 października 1990 i jeszcze tego samego dnia odkryto 500 m korytarzy.
W 1995 roku w celach ochronnych wejścia do Jaskini Wiernej oraz pobliskiej Jaskini Wiercica zostały szczelnie zamknięte metalowymi włazami. Wzbudziło to jednak obawy, że bardzo negatywnie wpłynie to na populację hibernujących w jaskini nietoperzy – gatunków objętych ścisłą ochroną prawną. Populacja nietoperzy jest monitorowana w okresie zimowym od wielu lat przez Instytut Systematyki i Ewolucji Zwierząt PAN z Krakowa. Mimo zamknięcia nie stwierdzono znaczących zmian w ilości zimujących nietoperzy. Przedostają się one bowiem do jaskini przez wąskie szczeliny.